# Бартонский акведук
Бартонский акведук — исторический акведук на Бриджуотерском канале над рекой Ирвелл, открытый 17 июля 1761 года. Разработан и построен Джеймсом Бриндли. Считается «одним из семи чудес канальной эры».
В связи с постройкой Манчестерского канала в конце XIX века снесён и заменён на Бартонский поворотный акведук.

## История

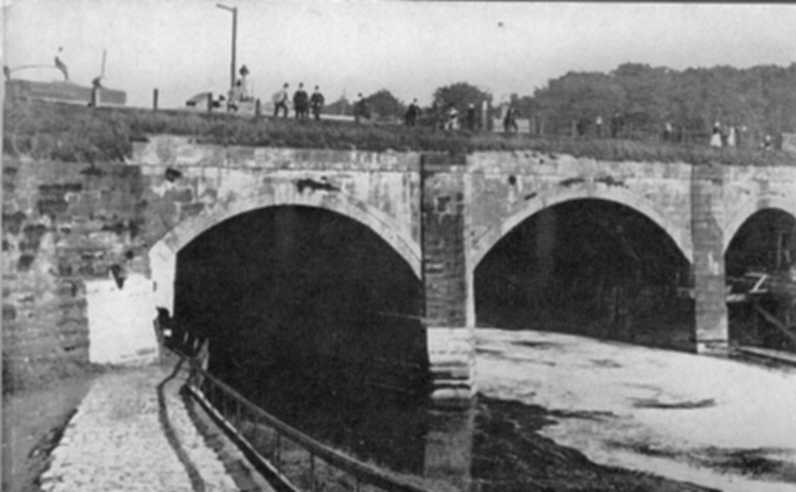
Бартонский акведук незадолго до сноса в 1893

Первоначально предполагалось, что Бриджуотерский канал, достигнув Солфорда, останется на северном берегу реки Эруэлл. Работы по постройке начались в 1759 году, и вскоре было решено построить акведук над рекой в Бартоне, а канал довести до Манчестера. Законопроект об утверждении нового маршрута был представлен парламенту 13 ноября 1759 года, а в январе следующего года Бриндли отправился в Лондон, чтобы выступить перед парламентским комитетом в поддержку этого предложения.
При всей своей одаренности, инженер Бриндли не имел формального образования и редко, если вообще когда-либо, изображал свои проекты бумаге. Когда парламентский комитет спросил его о составе обкладки, на которую он часто ссылался в своём выступлении, он велел принести в комнату комитета глиняную массу. Затем он сформовал из глины лохань, показав, как она образовывает водонепроницаемый слой. «Таким образом, — сказал Бриндли, — я создаю водоупорный слой, чтобы проводить воду по рекам и долинам, где бы они ни проходил путь канала». Позже, когда его попросили представить чертеж моста или акведука, который он намеревался построить, он ответил, что не имеет его изображения на бумаге, но продемонстрирует свои намерения с помощью модели. Затем он вышел и купил большую голову чеширского сыра, которую разделил на две равные половины, сказав: «Вот моя модель». Затем, к удовольствию комитета, он использовал две половинки сыра, чтобы изобразить полукруглые арки, положенные поверх длинного прямоугольного предмета, демонстрировшего реку, протекающую под акведуком, и канал, протекающий над ними.
Хотя герцог Бриджуотер, инициатор и заказчик строительства канала, видел судоходные акведуки, используемые на каналах, во время своего Гран-тура за границу, идея такого сооружения, проводящего канал через реку, была новой для Англии и современными инженерами высмеивалась. Один из них, привлеченный для ознакомления с планами по просьбе Бриндли, написал в отчете герцогу, что «я часто слышал о воздушных замках, но никогда раньше не видел, чтобы их возводили». Необходимый Акт парламента был принят в марте 1760 года и был довольно конкретен относительно формы, которую должен был принять акведук, чтобы не повредить судоходству по Мерси и Ирвеллу. Через Ирвелл уже проходил трехарочный мост Бартон-Бридж, и от акведука требовалось не ограничивать движение по реке больше, чем это уже делал этот мост. Он должен был иметь такое же количество арок, фундаменты для которых должны были быть закреплены на дне реки, и арки должны были быть не менее широкими и высокими, чем у дорожного моста.